# Sterowanie jakością
Sterowanie jakością – system zapobiegania wadom i brakom, to metoda i działanie systemowe stosowane w celu zapewnienia wymagań jakościowych klienta poprzez nadanie produktowi odpowiednich cech i właściwości w celu uzyskania efektywnego ekonomicznego sterowania jakością, obejmuje monitorowanie procesu jak i eliminowanie przyczyn niezadowalających wykonawcę.